# 朝日工業社
株式会社朝日工業社（あさひこうぎょうしゃ、ASAHI KOGYOSHA CO., LTD.）は、東京都港区浜松町に本社を置く日本の建設業者である。
主に空調設備や給排水・配管設備、クリーンルームなどの設備工事を手がけている。

## 沿革
- 1925年（大正14年）4月3日 - 合資会社として創業。
- 1940年（昭和15年）8月8日 - 株式会社に組織変更。
- 1971年（昭和46年） - 東京証券取引所2部上場。
- 1972年（昭和47年） - 大阪証券取引所2部上場。
- 1979年（昭和54年） - 東京証券取引所、大阪証券取引所各1部指定替え。